# Ji (toevoeging)
Ji (Sanskriet, Pali, Tibetaans), is een toevoeging achter een naam van een persoon of handeling om daar eer of extra status aan te geven.

## Personen
In het Hindoeïsme kent men meerdere beleefdheidsvormen naar een goeroe toe:
- sri, sri Yoekteswar
- swami, swami Vivekananda
- goeroe, guru Yovananda

Deze term komt als losstaand woord voor de naam van de persoon te staan. 
'-ji' komt altijd achter de naam en wordt gescheiden met een liggen streepje of direct achter de naam, zie Babaji (hindoeïsme), zoals bij:
- Mahatma Gandhi → Gandhi-ji of Gandhiji
- Paramahansa Yogananda → Yogananda-ji of Yoganandaji
- Sathya Sai Baba → Baba-ji of Banaji

## Handelingen
'Ji' kan ook achter een handeling geplaatst worden om respect en eerbied aan de bewuste handeling te geven.
- Namasté: mijn Boeddha-natuur groet de Boeddha-natuur in jou → Namaste-ji (Namasteji)
- Meta: Liefdevolle uitwisseling → Metta-ji: Liefdevolle uitwisseling in samenzijn

## Status
In het Tibetaans boeddhisme wordt de 'Ji' ook gebruikt als toevoeging om aan te geven dat binnen een opleiding de student een hoger niveau heeft gehaald.
- Lama → Lama-ji (Lamaji)
- Geshe → Geshe-ji (Gesheji).

'Ji' als zelfstandig woord heeft geen betekenis en wordt als zodanig nooit gebruikt.